# Wilhelm Braune
Theodor Wilhelm Braune (* 20. Februar 1850 in Großthiemig; † 10. November 1926 in Heidelberg) war ein deutscher germanistischer Mediävist.

## Leben
Wilhelm Braune ging 1869 an die Universität Leipzig, habilitierte sich dort 1874, erhielt 1877 eine außerordentliche Professur und wirkte seit 1880 als Professor der deutschen Sprache und Literatur in Gießen sowie seit 1888 als Professor für germanische Philologie an der Universität Heidelberg. 1904 wurde er zum korrespondierenden Mitglied der Bayerischen Akademie der Wissenschaften, 1909 zum ordentlichen Mitglied der Heidelberger Akademie der Wissenschaften, 1919 zum korrespondierenden Mitglied der Göttinger Akademie der Wissenschaften und 1922 zum korrespondierenden Mitglied der Preußischen Akademie der Wissenschaften gewählt. Er gilt als ein wichtiger Vertreter der Junggrammatiker.

## Schriften

### Eigene Schriften
- Untersuchungen über Heinrich von Veldeke. (Erste abteilung.) Inauguraldissertation. Buchdruckerei des Waisenhauses, Halle (Saale) 1872 (Digitalisat)
  - Untersuchungen über Heinrich von Veldeke. Waisenhaus, Halle (Saale) 1873. (Digitalisat)
- Zur kenntnis des fränkischen und zur hochdeutschen lautverschiebung (= Beiträge zur Geschichte der deutschen Sprache und Literatur. Band 1). Halle (Saale) 1874. (Digitalisat, Digitalisat)
- Über die quantität der althochdeutschen endsilben. Habilitationsschrift. Halle (Saale) 1874. (Digitalisat)
- Gotische grammatik. Mit einigen lesestücken und wortverzeichnis. Niemeyer, Halle (Saale) 1880. (Digitalisat) 9. Auflage ebenda 1920 (Auflage letzter Hand; Fortführung unter Karl Helm, Ernst Albrecht Ebbinghaus und Frank Heidermanns).
  - Gothic Grammar with Selections for Reading and a Glossary. Übersetzung der 2. Aufl. durch G. H. Balg, New-York 1883 (Digitalisat)
- Althochdeutsche grammatik (= Sammlung kurzer Grammatiken germanischer Dialekte. Band A. Hauptreihe, 5). Max Niemeyer Verlag, Halle (Saale) 1886 (Digitalisat); 3. Auflage ebenda 1925 (Auflage letzter Hand; Fortführung unter Karl Helm, Walther Mitzka, Hans Eggers, Ingo Reiffenstein und Frank Heidermanns; 13. Auflage, besorgt von Hans Eggers, Tübingen 1975).
- Abriss der althochdeutschen grammatik. Mit berücksichtigung des altsächsischen. 2. Aufl., Halle a. S. 1895 (Digitalisat). 3. Auflage. Halle (Saale) 1900.

### Herausgaben
- Althochdeutsches Lesebuch. Halle (Saale) 1875 (Digitalisat); 3. Aufl., Halle (Saale) 1888 (Digitalisat); 8. Auflage ebenda 1921 (Auflage letzter Hand; Fortführung unter Karl Helm und Ernst A. Ebbinghaus).
- Beiträge zur Geschichte der deutschen Sprache und Literatur, ab 1873 zusammen mit Hermann Paul.
- Neudrucke deutscher Litteraturwerke des 16. und 17. Jahrhunderts, ab 1876, Fortführung unter Ernst Beutler.
  - Horribilicribrifax: Scherzspiel von Andreas Gryphius. Abdruck der ersten Ausgabe. Halle a. S. 1876 (Digitalisat)
  - Aller Praktik Grossmutter von Johann Fischart. Abdruck der ersten Bearbeitung (1572). Halle a. S. 1876 (Digitalisat)
  - Peter Squenz: Schimpfspiel von Andreas Gryphius. (Abdruck der Ausgabe von 1663). Halle a. S. 1877 (Digitalisat)
  - Das Volksbuch vom Doctor Faust. Abdruck der ersten Ausgabe (1587). Halle a. S. 1878 (Digitalisat)
  - Die drei ärgsten Erznarren in der ganzen Welt: Roman von Christian Weise. Abdruck der Ausgabe von 1673. Halle a. S. 1878 (Digitalisat)
  - Buch von der deutschen Poeterei von Martin Opitz. Abdruck der ersten Ausgabe (1624). (Zweiter Druck.) Halle a. S. 1882 (Digitalisat)
  - Die Fabeln des Erasmus Alberus. Abdruck der Ausgabe von 1550 mit den Abweichungen der ursprünglichen Fassung. Halle a. S. 1876 (Digitalisat)
- herausgegeben mit Karl Zangemeister: Bruchstücke der altsächsischen Bibeldichtung aus der Bibliotheca Palatina. Heidelberg 1894 (Digitalisat)